# NGC 880
NGC 880 é uma galáxia espiral (S/P) localizada na direcção da constelação de Cetus. Possui uma declinação de -04° 12' 19" e uma ascensão recta de 2 horas, 18 minutos e 27,2 segundos.
A galáxia NGC 880 foi descoberta em 1886 por Frank Leavenworth.